# Wighard
Wighard (zm. 664) – arcybiskup-nominat Canterbury.
Był anglosaskim duchownym. W 664 roku po śmierci Deusdedita został wyznaczony na arcybiskupa Canterbury przez królów Oswiu z Northumbrii i Egberta z Kentu.
Wyruszył do Rzymu, aby uzyskać potwierdzenie od papieża Witaliana. Ostatecznie nie został konsekrowany, ponieważ wcześniej zmarł na dżumę.